# منیرامپور اوپازیلا
منیرامپور اوپازیلا (به لاتین: Manirampur Upazila) یک منطقهٔ مسکونی در بنگلادش است که در ناحیه جسور واقع شده‌است. منیرامپور اوپازیلا ۴۴۴٫۷ کیلومتر مربع مساحت و ۴۱۷٬۴۲۱ نفر جمعیت دارد.